# 30-та гвардійська танкова дивізія (СРСР)
30-та гвардійська танкова Рівненська Червонопрапорна ордена Суворова дивізія (30 ТД, в/ч 16580) — військове з'єднання танкових військ Радянської армії, що існувало у 1954—1989 роках. Дивізія створена 4 червня 1957 року на основі 11-ї гвардійської механізованої дивізії у місті Новоград-Волинський, Житомирська область. Дивізія відносилась до кадрованих, тому була укомплектована особовим складом і технікою на 25% (2500 осіб) від штатної чисельності. Від січня 1992 року перейшла під юрисдикцію України, і згодом переформована як 30-та механізована бригада.

## Історія
Створено 4 червня 1957 року на основі 11-ї гвардійської механізованої дивізії у місті новоград-Волинський, Житомирська область.
В 1960 році 58-й окремий танковий навчальний батальйон було розформовано.
Від 19 лютого 1962 року:
- створено 335-й окремий ракетний дивізіон
- створено 108-й окремий ремонтно-відновлювальний батальйон.

В 1968 році 151-й окремий гвардійський саперний батальйон було перейменовано на 151-й окремий гвардійський інженерно-саперний батальйон.
В 1980 році 000 окремий моторизований транспортний батальйон було перейменовано на 1043-й окремий батальйон матеріального забезпечення.
Від січня 1992 року перейшла під юрисдикцію України.

## Структура
Протягом історії з'єднання його стурктура та склад неодноразово змінювались.

### 1960
- 276-й танковий полк (Новоград-Волинський, Житомирська область)
- 282-й гвардійський танковий полк (Новоград-Волинський, Житомирська область)
- 325-й танковий полк (Новоград-Волинський, Житомирська область)
- 319-й гвардійський мотострілецький полк (Висока Піч, Житомирська область)
- 855-й гвардійський артилерійський полк (Новоград-Волинський, Житомирська область)
- 937-й гвардійський зенітний артилерійський полк (Новоград-Волинський, Житомирська область)
- 54-й окремий гвардійський розвідувальний батальйон (Новоград-Волинський, Житомирська область)
- 151-й окремий гвардійський саперний батальйон (Новоград-Волинський, Житомирська область)
- 214-й окремий гвардійський батальйон зв'язку (Новоград-Волинський, Житомирська область)
- 197-ма окрема рота хімічного захисту (Висока Піч, Житомирська область)
- 112-та окрема санітарно-медична рота (Новоград-Волинський, Житомирська область)
- 000 окремий моторизований транспортний батальйон (Новоград-Волинський, Житомирська область)

### 1970
- 276-й танковий полк (Новоград-Волинський, Житомирська область)
- 282-й гвардійський танковий полк (Новоград-Волинський, Житомирська область)
- 325-й танковий полк (Новоград-Волинський, Житомирська область)
- 319-й гвардійський мотострілецький полк (Висока Піч, Житомирська область)
- 855-й гвардійський артилерійський полк (Новоград-Волинський, Житомирська область)
- 937-й гвардійський зенітний артилерійський полк (Новоград-Волинський, Житомирська область)
- 335-й окремий ракетний дивізіон (Новоград-Волинський, Житомирська область)
- 54-й окремий гвардійський розвідувальний батальйон (Новоград-Волинський, Житомирська область)
- 151-й окремий гвардійський інженерно-саперний батальйон (Новоград-Волинський, Житомирська область)
- 214-й окремий гвардійський батальйон зв'язку (Новоград-Волинський, Житомирська область)
- 197-ма окрема рота хімічного захисту (Висока Піч, Житомирська область)
- 151-й окремий гвардійський інженерно-саперний батальйон (Новоград-Волинський, Житомирська область)
- 112-та окрема санітарно-медична рота (Новоград-Волинський, Житомирська область)
- 000 окремий моторизований транспортний батальйон (Новоград-Волинський, Житомирська область)

### 1980
- 276-й танковий полк (Новоград-Волинський, Житомирська область)
- 282-й гвардійський танковий полк (Новоград-Волинський, Житомирська область)
- 325-й танковий полк (Новоград-Волинський, Житомирська область)
- 319-й гвардійський мотострілецький полк (Висока Піч, Житомирська область)
- 855-й гвардійський артилерійський полк (Новоград-Волинський, Житомирська область)
- 937-й гвардійський зенітний ракетний полк (Новоград-Волинський, Житомирська область)
- 335-й окремий ракетний дивізіон (Новоград-Волинський, Житомирська область)
- 54-й окремий гвардійський розвідувальний батальйон (Новоград-Волинський, Житомирська область)
- 151-й окремий гвардійський інженерно-саперний батальйон (Новоград-Волинський, Житомирська область)
- 214-й окремий гвардійський батальйон зв'язку (Новоград-Волинський, Житомирська область)
- 197-ма окрема рота хімічного захисту (Висока Піч, Житомирська область)
- 151-й окремий гвардійський інженерно-саперний батальйон (Новоград-Волинський, Житомирська область)
- 112-та окрема медична рота (Новоград-Волинський, Житомирська область)
- 1043-й окремий батальйон матеріального забезпечення (Новоград-Волинський, Житомирська область)

### 1988
- 276-й танковий полк (Новоград-Волинський, Житомирська область)
- 282-й гвардійський танковий полк (Новоград-Волинський, Житомирська область)
- 325-й танковий полк (Новоград-Волинський, Житомирська область)
- 319-й гвардійський мотострілецький полк (Висока Піч, Житомирська область)
- 855-й гвардійський артилерійський полк (Новоград-Волинський, Житомирська область)
- 937-й гвардійський зенітний ракетний полк (Новоград-Волинський, Житомирська область)
- 335-й окремий ракетний дивізіон (Новоград-Волинський, Житомирська область)
- 54-й окремий гвардійський розвідувальний батальйон (Новоград-Волинський, Житомирська область)
- 151-й окремий гвардійський інженерно-саперний батальйон (Новоград-Волинський, Житомирська область)
- 214-й окремий гвардійський батальйон зв'язку (Новоград-Волинський, Житомирська область)
- 197-ма окрема рота хімічного захисту (Висока Піч, Житомирська область)
- 151-й окремий гвардійський інженерно-саперний батальйон (Новоград-Волинський, Житомирська область)
- 112-та окрема медична рота (Новоград-Волинський, Житомирська область)
- 1043-й окремий батальйон матеріального забезпечення (Новоград-Волинський, Житомирська область)

## Оснащення
Оснащення на 19.11.90 (за умовами УЗЗСЄ):
- Штаб дивізії: 1 ПУ-12
- 276-й танковий полк: 67 Т-72, 8 БМП-2, 2 БРМ-1К, 11 БТР-70, 4 ПМ-38, 1 БМП-1КШ, 3 РХМ, 1 МТП, 2 Р-145БМ, 2 МТУ-20 та 1 МТ-55А
- 282-й гвардійський танковий полк: 67 Т-72, 8 БМП-2, 2 БРМ-1К, 2 БТР-70, 4 ПМ-38, 2 РХМ, 1 МТП, 3 Р-145БМ, 1 МТУ-20 та 1 МТ-55А
- 325-й танковий полк: 67 Т-72, 8 БМП-2, 2 БРМ-1К, 2 БТР-70, 4 ПМ-38, 3 РХМ, 1 МТП, 3 Р-145БМ та 3 МТУ-20
- 319-й гвардійський мотострілецький полк: 22 Т-72, 4 БМП-2, 2 БРМ-1К, 2 БТР-70, 4 ПМ-38, 1 БМП-1КШ, 3 РХМ, 2 МТП, 1 ПРП-3, 2 Р-145БМ, 1 ПУ-12 та 1 МТ-55А
- 855-й гвардійський артилерійський полк: 27 2С3 «Акація», 12 БМ-21 «Град», 3 ПРП-3, 6 1В18 та 2 Р-156БТР
- 937-й гвардійський зенітний ракетний полк: ЗРК «Оса» (SA-8), 6 ПУ-12, 2 Р-145БМ та 1 Р-156БТР
- 54-й окремий гвардійський розвідувальний батальйон: 1 Т-72, 8 БМП-2, 7 БРМ-1К, 7 БТР-70, 1 Р-145БМ та 2 Р-156БТР
- 214-й окремий гвардійський батальйон зв'язку: 8 Р-145БМ та 1 Р-137Б
- 151-й окремий гвардійський інженерно-саперний батальйон: 1 ІМР та 2 УР-67